# Jajo oligolecytalne
Jajo oligolecytalne (skąpożółtkowe) – komórka jajowa, która posiada niewielką ilość substancji odżywczych (żółtka). Z tego powodu rozwój embrionalny musi przebiegać w organizmie macierzystym. W przypadku jaj oligolecytalnych żółtko najczęściej rozłożone jest równomiernie (jajo izolecytalne). Jaja tego rodzaju ulegają bruzdkowaniu całkowitemu regularnemu, powstające komórki są podobnego kształtu i wielkości. Przykładami takich jaj mogą być jajo lancetnika lub jeżowca oraz ssaków łożyskowych (w tym człowieka).